# كيني جيللت
كيني جيللت (بالفرنسية: Kenny Gillet)‏ هو لاعب كرة قدم فرنسي في مركز ظهير ‏، ولد في 3 يناير 1986 في بوردو في فرنسا. لعب مع ستاد ماليرب كان ونادي أيك لارنكا ونادي إنفرنيس ونادي بارنت ونيا سلاميس فاماغوستا.

## وصلات خارجية
- كيني جيللت على موقع قاعدة بيانات كرة القدم.إي يو (الإنجليزية)
- كيني جيللت على موقع Soccerbase.com (لاعب) (الإنجليزية)
- كيني جيللت على موقع Soccerway.com (الإنجليزية)